# Vol AIRES 8250
Le vol AIRES 8250 était un vol intérieur régulier de passagers qui s'est écrasé le 16 août 2010 sur l'île colombienne de San Andrés, dans les Caraïbes, causant la mort de deux personnes. Sur les 131 personnes à bord, 129 personnes ont donc survécu à l'accident. L'avion, un Boeing 737-700 exploité par AIRES Colombia, était en route depuis Bogota, la capitale colombienne, lorsqu'il s'écrase alors qu'il tente d'atterrir par mauvais temps, se divisant en trois sections après l'impact.
L’enquête officielle conclut que l’accident est dû aux pilotes qui ont, par erreur, conduit l’appareil au sol juste avant la piste d'atterrissage, croyant qu’ils se trouvaient à une altitude supérieure à la réalité.

## L'avion

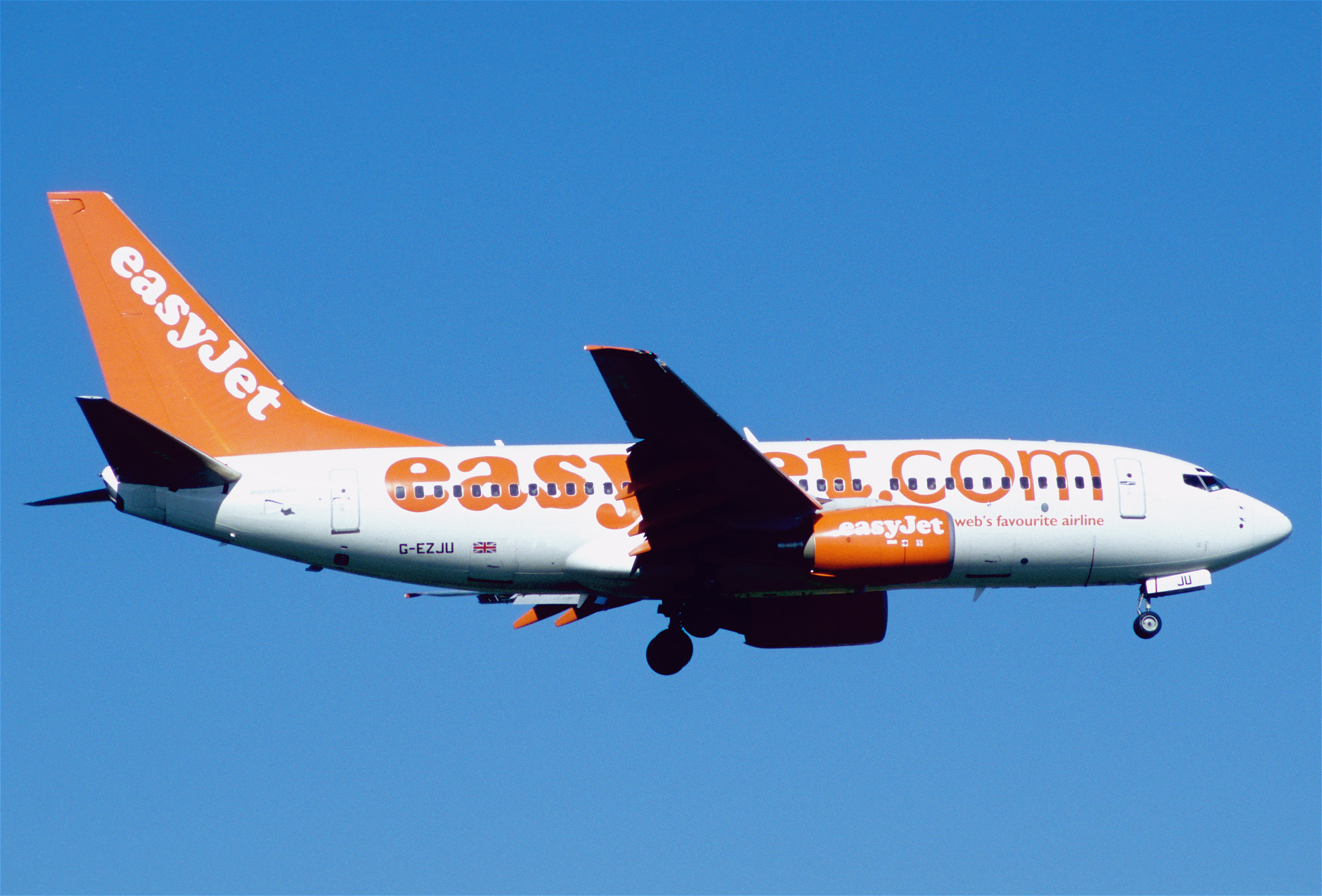
L'appareil impliqué dans l'accident, alors en service pour EasyJet (immatriculation G-EZJU), ici à l'aéroport international de Zurich en septembre 2004.

L’appareil impliqué dans l'accident était un Boeing 737-73V, immatriculé HK-4682, portant le numéro de série (MSN) 32416 et le numéro de construction 1270. 
L'avion a été construit en 2003 et a été livré pour la première fois à EasyJet avec l'immatriculation G-EZJU. Il a ensuite été vendu à AIRES Colombia en mars 2010. 
Les enquêteurs ont annoncé, le lendemain de l'accident, que le journal de maintenance de l'appareil était à jour.

## Vol
Le vol était assuré par la compagnie aérienne locale colombienne AIRES Colombia. L'avion effectuait un vol depuis la capitale colombienne, Bogota, vers l'île colombienne de San Andrés, dans les Caraïbes. Destination touristique prisée, l'île de San Andrés se trouve à environ 190 kilomètres à l'est de la côte du Nicaragua.
Opérant sous le vol 8250, il a décollé de l'aéroport international El Dorado à 00 h 07 en direction de l'aéroport international Gustavo Rojas Pinilla. L'équipage du vol 8250 était composé du commandant de bord Wilson Gutiérrez et de l'officier pilote de ligne Camilo Piñeros Rodríguez.

## Accident
L'accident s'est produit lors de l'atterrissage de l'avion sur l'île de San Andrés à 1 h 49, heure locale des Caraïbes occidentales (UTC - 05 h 00),. L’impact a eu lieu environ 80 mètres avant le début de la piste et le 737 s'est brisé en trois sections principales,. 

Photographie du 737 impliqué, après l'accident du vol 8250.

L’appareil a dérapé le long de la piste, brisant le train d'atterrissage et arrachant un moteur des ailes,. Le nez de l'avion et les huit premières rangées de sièges se sont immobilisés sur la piste, dans une direction différente de celle du reste de l'épave. 
Les équipes de secours de l'aéroport ont rapidement éteint un petit incendie qui s'était déclaré sur une aile. À la suite de l'accident, le « Comité Regional de Prevención y Atención de Desastres » a été mobilisé.

## Passagers et équipage
Il existait des rapports contradictoires quant aux nombre de personnes à bord de l'avion. Les rapports vont de 121 passagers et 6 membres d'équipage, 131 passagers et membres d'équipage ou au moins 127 personnes à bord. Le rapport de 131 personnes a également été décomposé en 121 passagers adultes et quatre mineurs. Le lendemain de l'accident, les enquêteurs et les médias font état de 131 personnes à bord dont 125 passagers et 6 membres d'équipage,,.
Selon un premier rapport, 114 personnes avaient été blessées dans l'accident. Sur les 99 passagers transportés à l'hôpital de San Andrés, 4 seulement avaient été grièvement blessés. Selon des informations parvenues un jour plus tard, 119 personnes auraient été conduites dans des hôpitaux locaux, le plus souvent avec des blessures mineures. Treize survivants, dont quatre grièvement blessés, ont été transportés par avion à Bogota pour y être soignés.

Le plan de cabine de l'appareil (en anglais).

Il y eut deux personnes décédées dans l'accident. L'autopsie a révélé qu'une femme de 68 ans avait subi une rupture de l'aorte et du foie. Elle est décédée sur le chemin de l'hôpital. La deuxième personne était une fille de 11 ans qui a succombée à ses blessures 16 jours après l'accident.

## Enquête
Les autorités colombiennes de l'aviation civile, l'unité administrative spéciale de l'aéronautique civile et l'armée de l'air colombienne ont ouvert une enquête sur l'accident. L'aéroport a été fermé temporairement pendant que les enquêteurs examinaient l'épave.
L'avion s'est écrasé par mauvais temps, alors qu'une tempête avait été signalée dans la région, mais pas directement sur l'aéroport. Le rapport METAR (message d'observation météorologique régulière pour l'aviation) en vigueur au moment de l'accident indiquait que le vent soufflait de l'est-nord-est à 6 nœuds (11 km/h), que la visibilité était bonne et que la piste était mouillée. Le Colonel David Barrero de l'armée de l'air colombienne a rapidement indiqué que l'avion a « atterri au milieu d'un orage intense ».
Les témoignages de passagers dès le lendemain de l’accident ont commencé à détailler le déroulement de l’approche, l'équipage ayant préparé les passagers pour l’atterrissage, l’accident s’est produit soudainement et sans avertissement. Les pilotes n'ont pas signalé d'urgence à la tour. Il y eut des rapports contradictoires sur la cause de l'accident, suggérant que l'atterrissage avait été perturbé après que l'avion ait été heurté par un courant descendant ou par la foudre. Le pilote a déclaré que l'avion avait été frappé par un éclair. Les responsables de la compagnie et du gouvernement ont refusé de commenter les informations faisant état de la foudre, bien que l'enquête a prouvé que la foudre n'a joué aucun rôle dans l'accident. Aucun aéronef n'a eu d'accident dû à la foudre depuis celui du vol LANSA 508 en 1971. L'aéroport n'était pas équipé d'équipements radar, utilisé pour détecter les cisaillements de vent. L'enregistreur de données de vol (FDR) et l'enregistreur phonique (CVR) ont été retrouvés dans les débris. Sur la base de la structure de l'épave, les enquêteurs ont conclu que l'avion s'était brisé au moment de l'impact et non en vol.
Le Conseil national de la sécurité des transports américain (NTSB) a envoyé une équipe chargée de soutenir l'enquête menée par la Colombie en tant que représentants de l'État du fabricant (Boeing).
Près d'un an après l'accident, le 15 juillet 2011, le Conseil de sécurité d'Aerocivil conclut que l'accident résultait de l'exécution de l'approche finale en dessous de la trajectoire de descente, en raison d'une erreur de jugement de l'équipage qui se croyait bien plus haut,. Ceci est typique d'une illusion de « trou noir » , qui se produit lors d'une approche nocturne avec un environnement autour de la piste comportant de faibles contrastes entourés de lumières vives, aggravées par de fortes pluies. Les enquêteurs ont aussi recommandé de reformer l’équipage. Bien que l’accident soit dû à une erreur humaine, le colonel Carlos Silva, représentant du bureau d'enquête colombien, a rappelé que l’objet de l’enquête n’était pas de blâmer les pilotes mais de prévenir les accidents d’avion qui pourraient survenir dans le futur.
32 recommandations de sécurité ont été émises par Aerocivil à la suite de l'accident et de la publication du rapport final(p105-108),.

## Médias
L'accident a fait l'objet d'un épisode dans la série télévisée Air Crash nommé « Tempête tropicale » (saison 20 - épisode 5).

### Vidéos
- (es) [vidéo] « Avión con 121 pasajeros se estrelló en San Andrés », sur YouTube.
- (en) [vidéo] ABC News, « Crash Landing », sur YouTube.
- (en) [vidéo] Sky News, « Aires Flight 8250 Crash », sur YouTube.
- (es) [vidéo] NTN24, « Balance del accidente aéreo en San Andrés », sur YouTube.
- (es) [vidéo] Noticias Caracol, « Avión de Aires cayó por falla humana », sur YouTube.